# Echinaforce

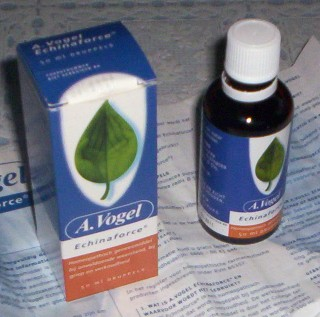
Echinaforce in verpakking

Echinaforce is een fytotherapeutisch middel dat in Nederland verkocht wordt onder de merknaam A. Vogel en geregistreerd staat als traditioneel kruidengeneesmiddel. Echinaforce stond aanvankelijk geregistreerd als homeopathisch geneesmiddel. Hoewel Echinaforce als homeopathisch middel wordt aangeprezen, wordt het als oertinctuur verkocht. Verdunnen en potentiëren, zoals gebruikelijk is bij homeopathische middelen, vindt bij dit product dus niet plaats.
Echinaforce is het best verkochte natuurlijke geneesmiddel. In Nederlandse apotheken en drogisterijen worden jaarlijks er meer dan 150.000 doosjes van verkocht. In 2006 werd geschat dat van Echinaforce wereldwijd circa 2,6 miljard doseringen van 2 milliliter zijn gebruikt in de meer dan vijftig jaar dat het op de markt is.

## Samenstelling
Echinaforce-tinctuur wordt samengesteld uit een extract van Echinacea purpurea (5% wortel en 95% bovengrondse delen). De extractieratio voor de 95% bovengrondse delen is 1:12, voor de 5% wortel is dat 1:11. Het alcoholpercentage van de tinctuur is 65%. Op de grondstof die gebruikt wordt voor de fabricage van Echinaforce-tabletten is per tablet van 750 mg circa 1200 mg alcoholische tinctuur opgebracht, corresponderend met 18,6 mg droge stof.
Van een aantal kenmerkende ingrediënten is in bijgaande tabel de concentratie weergegeven.
| Typische samenstelling van Echinaforce[3] | Typische samenstelling van Echinaforce[3] |
| Inhouddstof                               | Concentratie (μg/mL)                      |
| ----------------------------------------- | ----------------------------------------- |
| Koffiezuur                                | 0 μg/mL[3]                                |
| Caftaarzuur                               | 264,4 μg/mL[3]                            |
| Chlorogeenzuur                            | 40,2 μg/mL[3]                             |
| cichoreizuur                              | 318,3 μg/mL[3]                            |
| Cynarine                                  | 0 μg/mL[3]                                |
| Echinacoside                              | 6,9 μg/mL[3]                              |

## Werking
Echinaforce wordt gebruikt bij griep en verkoudheid. In het grootste onderzoek met Echinacea tot nu toe (onder 755 gezonde proefpersonen) bleek het dagelijks gebruik van Echinaforce gedurende vier maanden het optreden en de duur van een verkoudheid te kunnen verminderen met 26% vergeleken met de placebogroep, ook werden er in de placebogroep significant meer pijnstillers gebruikt. Het totaal aantal verkoudheden was in de Echinaceagroep eveneens 26% minder, maar in dit geval was dit verschil statistisch niet significant. Wel zijn er verschillende bezwaren tegen de betrouwbaarheid van dit onderzoek geuit.
Mogelijk is het werkingsmechanisme van Echinaforce gebaseerd op remming van de productie van cytokines. In hoeveelheden die een normale dosering weerspiegelen, blijkt Echinaforce, in vitro in staat om de productie volledig te remmen van de door verkoudheidvirus (rinovirus) veroozaakte pro-inflammatoire cytokines interleukine-6 en -8.
Echinaforce heeft het potentieel om de vermeerdering van diverse influenzavirussen te remmen, waaronder de stammen H5N1 (vogelpestvirus) en H1N1 (o.a. het Mexicaanse griepvirus). In klinisch onderzoek is Echinaforce ongeveer even effectief als oseltamivir (Tamiflu) bij de bestrijding van griep, maar heeft minder bijwerkingen. In tegenstelling tot Tamiflu, induceert Echinaforce niet het ontstaan van resistente virusvarianten. Sommige wetenschappers zien Echinaforce daarom dan ook als een interessante optie in de controle en behandeling van influenzavirusinfecties.
Een aantal toonaangevende andere studies naar op andere wijze bereide Echinacea purpurea-preparaten konden geen werkzaamheid ontdekken. Dit is mogelijk te verklaren doordat de antivirale en cytokineremmende eigenschappen sterk kunnen variëren tussen verschillende Echinaceasoorten en bereidingen. Dit wordt uitgebreider besproken in het lemma "Echinacea".
Echinaforce is in Nederland geregistreerd als homeopathisch geneesmiddel volgens een vereenvoudigde procedure waarin de werkzaamheid van het middel niet aangetoond hoeft te worden. Om deze reden mag in het Nederlandse registratiedossier en op de bijsluiter van Echinaforce-producten, geen specifieke indicatie worden vermeld.
Bij Echinaforce is het belangrijk dat het werkt als hulpmiddel en niet als een geneesmiddel dat continu moet worden ingenomen. In principe is het de bedoeling echinaforce af te bouwen na een periode van ongeveer 9 maanden, als het lichaam meer weerstand heeft opgebouwd. Na ongeveer 3 maanden afbouw zou de afweer verbeterd moeten zijn. Het chronisch gebruik van echinaforce zal het op den duur geen tot weinig effect meer hebben.

## Ontdekking
Volgens de biografie van Alfred Vogel werd hem in de jaren 1950 in South Dakota door een Indiaanse medicijnman, Ben Black Elk, gewezen op de geneeskrachtige werking van de Echinaceaplant. Alfred nam er zaden van mee naar Europa, en kweekte daar met succes rode zonnehoed uit op. Of Ben Black Elk, met wie Vogel op een foto poseert, daadwerkelijk een 'medicijnman' was, wordt sterk betwijfeld; hij verdiende namelijk zijn brood door zich door toeristen te laten fotograferen bij Mount Rushmore, en werd na zijn dood door The New York Times gememoreerd als de meest gefotografeerde indiaan ter wereld of 'het vijfde gezicht van Mount Rushmore'. Ook was Vogel niet de eerste die de Echinaceaplant naar Europa bracht: al in de jaren 1930 experimenteerde de Duitse natuurgenezer Gerhard Madaus ermee, en bracht in 1938 het middel Echinacin op de markt.